# Megacyllene
Megacyllene är ett släkte av skalbaggar. Megacyllene ingår i familjen långhorningar.

## Bildgalleri

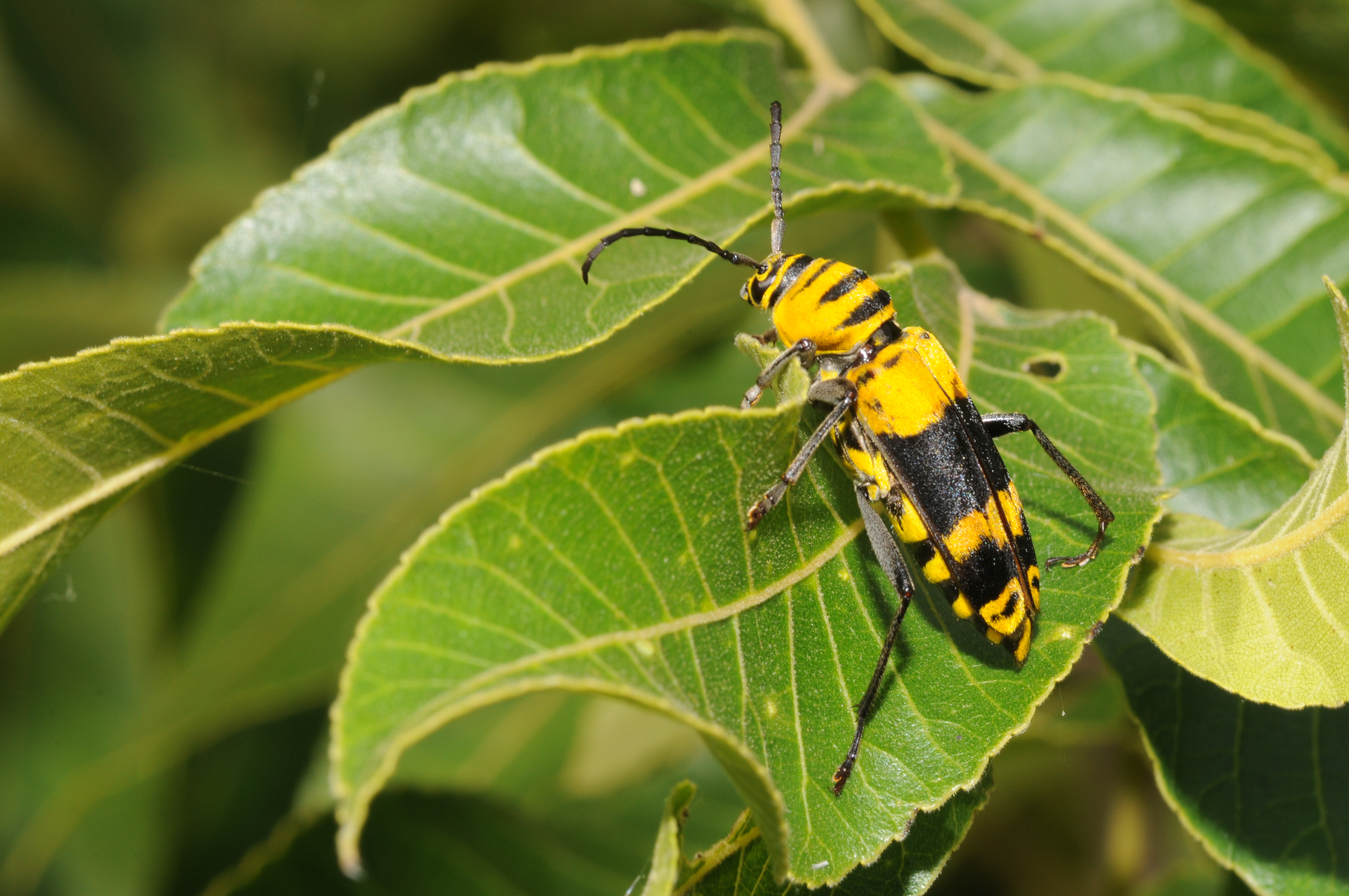
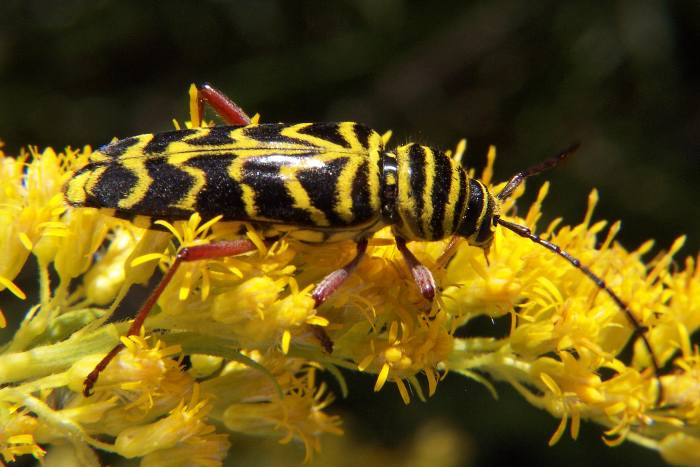
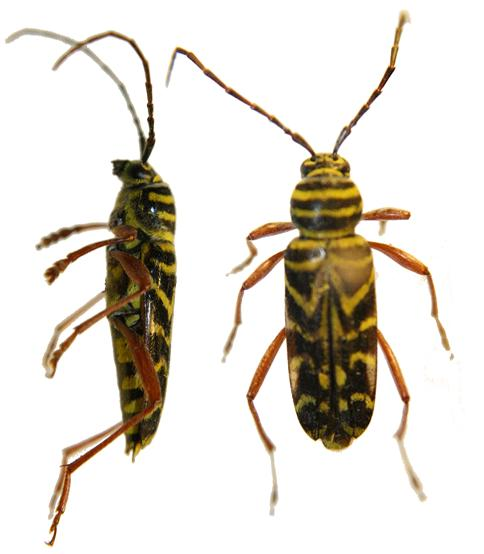

## Dottertaxa tillMegacyllene, i alfabetisk ordning[1]
- Megacyllene abnormis
- Megacyllene acuta
- Megacyllene amazonica
- Megacyllene anacantha
- Megacyllene andesiana
- Megacyllene angulata
- Megacyllene angulifera
- Megacyllene antennata
- Megacyllene bonplandi
- Megacyllene boryi
- Megacyllene caryae
- Megacyllene castanea
- Megacyllene castroi
- Megacyllene chalybeata
- Megacyllene cleroides
- Megacyllene comanchei
- Megacyllene congener
- Megacyllene costaricensis
- Megacyllene decora
- Megacyllene designata
- Megacyllene ebenina
- Megacyllene ellifranziana
- Megacyllene falsa
- Megacyllene florissantensis
- Megacyllene hoffmanni
- Megacyllene horioni
- Megacyllene lanei
- Megacyllene latreillei
- Megacyllene lutosa
- Megacyllene magna
- Megacyllene melanaspis
- Megacyllene mellyi
- Megacyllene minuta
- Megacyllene multiguttata
- Megacyllene murina
- Megacyllene neblinosa
- Megacyllene nevermanni
- Megacyllene panamensis
- Megacyllene patruelis
- Megacyllene powersi
- Megacyllene proxima
- Megacyllene punensis
- Megacyllene quinquefasciata
- Megacyllene robiniae
- Megacyllene robusta
- Megacyllene rotundicollis
- Megacyllene rufipes
- Megacyllene rufofemorata
- Megacyllene sahlbergi
- Megacyllene spinifera
- Megacyllene spixi
- Megacyllene tafivallensis
- Megacyllene trifasciata
- Megacyllene unicolor
- Megacyllene ziczac